# Jungmädelbund

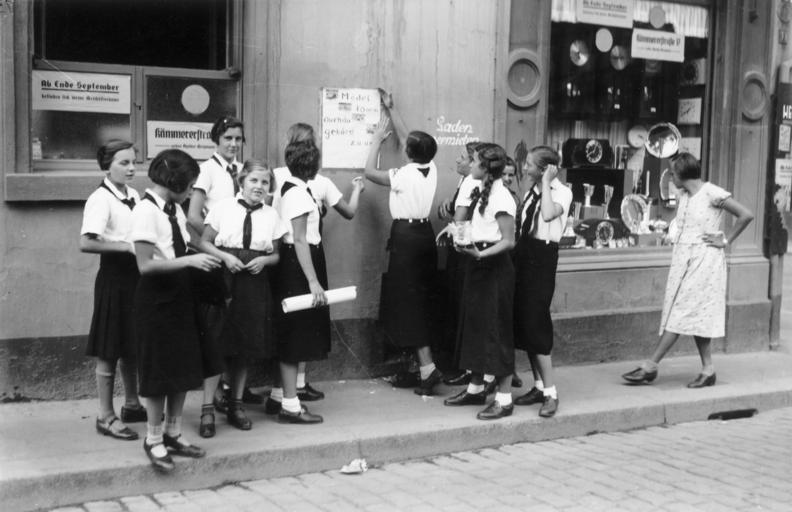
Członkinie Jungmädelbund rozwieszające plakaty w Wormacji

Jungmädelbund – jedna z sekcji w Hitlerjugend, zrzeszająca dziewczęta w wieku 10-14  lat. Nazwa często była skracana do zapisu JM. Ze względu na to, że zrzeszała dziewczęta, podlegała pod Ligę Niemieckich Dziewcząt, dowodzone przez BDM-Reichsreferentin, które natomiast podlegało bezpośrednio pod przywódcę Hitlerjugend, Baldura von Schiracha (którego później zastąpił Arthur Axmann).